# Terraços de arroz Honghe Hani
Os Terraços de Arroz Honghe Hani são o sistema de terraços de cultivo de arroz Hani localizados na Prefeitura de Honghe, Condado de Yuanyang, Yunnan, China. A história dos terraços abrange cerca de 1.200 anos. A área total se estende por 1.000.000 acres e quatro condados: Yuanyang, Honghe, Jinpin e Lüchun, embora a área central dos terraços esteja localizada no condado de Yuanyang. Em 2013, 16.603 hectares dos Terraços de Arroz Honghe Hani foram listados como Patrimônio da Humanidade, por causa de sua construção resiliente, sistema socioecológico único e importância para o povo Hani.

## Descrição
Os terraços de arroz Honghe Hani estão localizados nas margens sul do rio Hong, abaixo das montanhas Ailao, no sul de Yunnan. O terreno acidentado e montanhoso e a alta precipitação anual levaram à criação de um complexo sistema de terraços para o cultivo de arroz, com alguns locais tendo mais de 3000 terraços entre a borda da floresta e o fundo do vale. Canais de irrigação e aquíferos artificiais feitos de arenito distribuem a água pela paisagem. Este sistema tem sido continuamente mantido e operado pelo povo Hani por mais de 1.300 anos. O cultivo do arroz é uma parte importante da cultura, teologia, calendário e sistema político Hani.
Os terraços seguem uma estrutura vertical distinta que permitiu que a paisagem persistisse por tanto tempo, incorporando florestas, aldeias, terraços e abastecimento de água. Nos topos das montanhas (acima de 2000 metros de altitude), as florestas são conservadas, para funcionar como uma captação para as chuvas e para "recarregar" os campos e terraços abaixo. Um intrincado sistema de canais e valas desviam a água para os terraços abaixo. As aldeias da região são geralmente construídas logo abaixo das florestas, entre 1400 e 2000 m. No Patrimônio Mundial, 82 aldeias, cada uma com 50 a 100 famílias, são protegidas. Os edifícios são geralmente feitos de adobe e pedra. Cada família cultiva um ou dois terraços abaixo, geralmente cultivando arroz vermelho e criando gado.

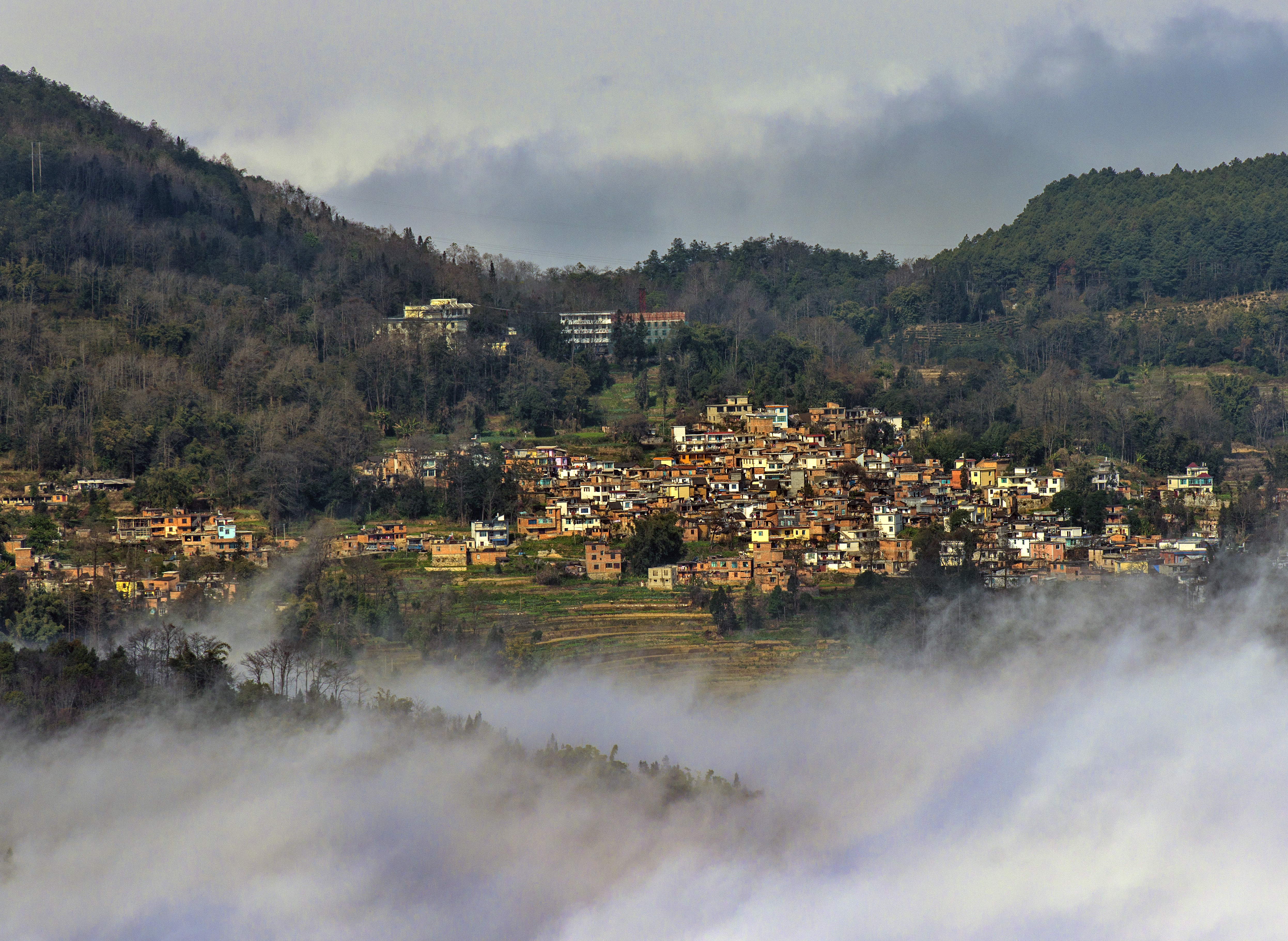
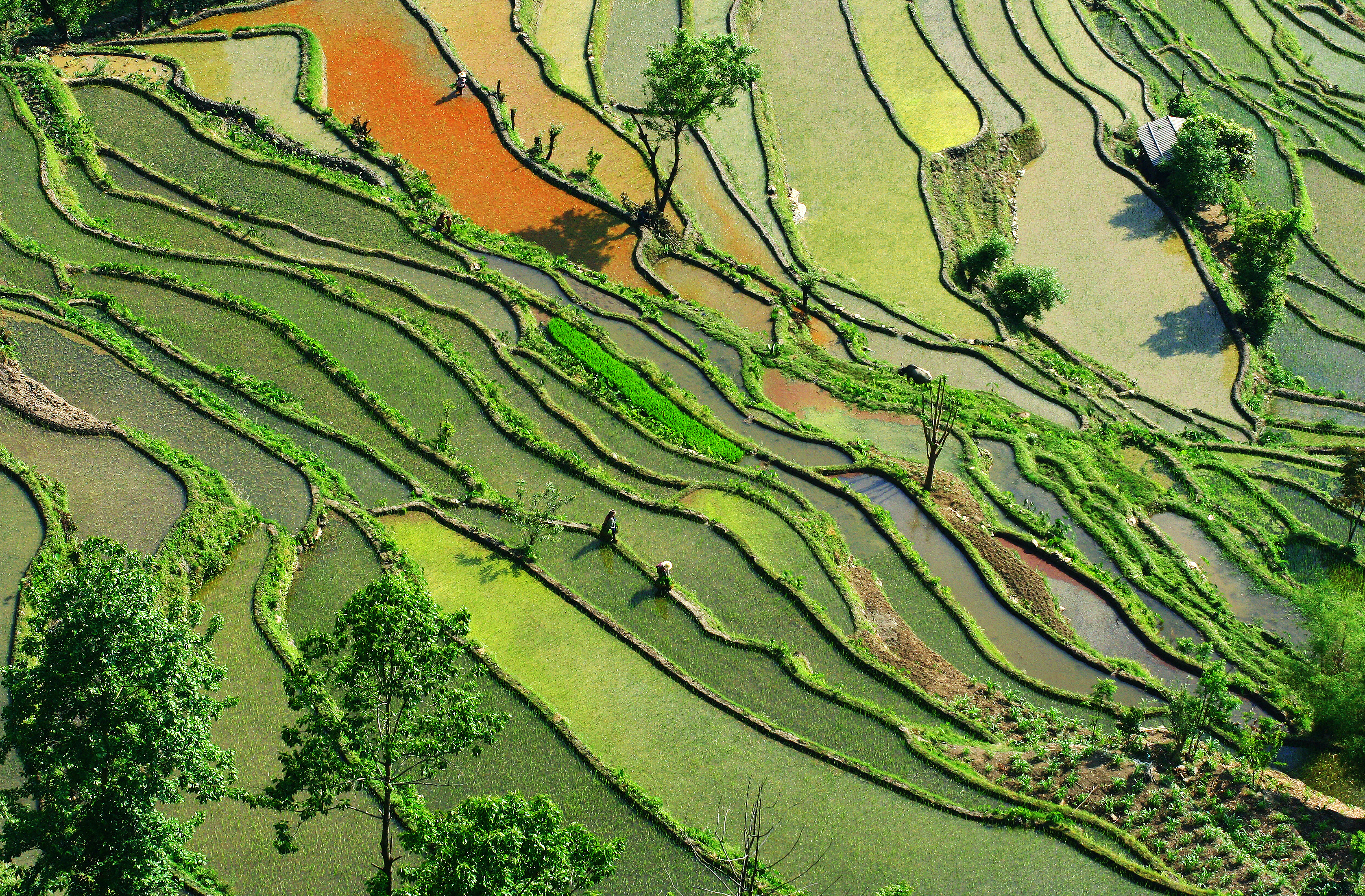
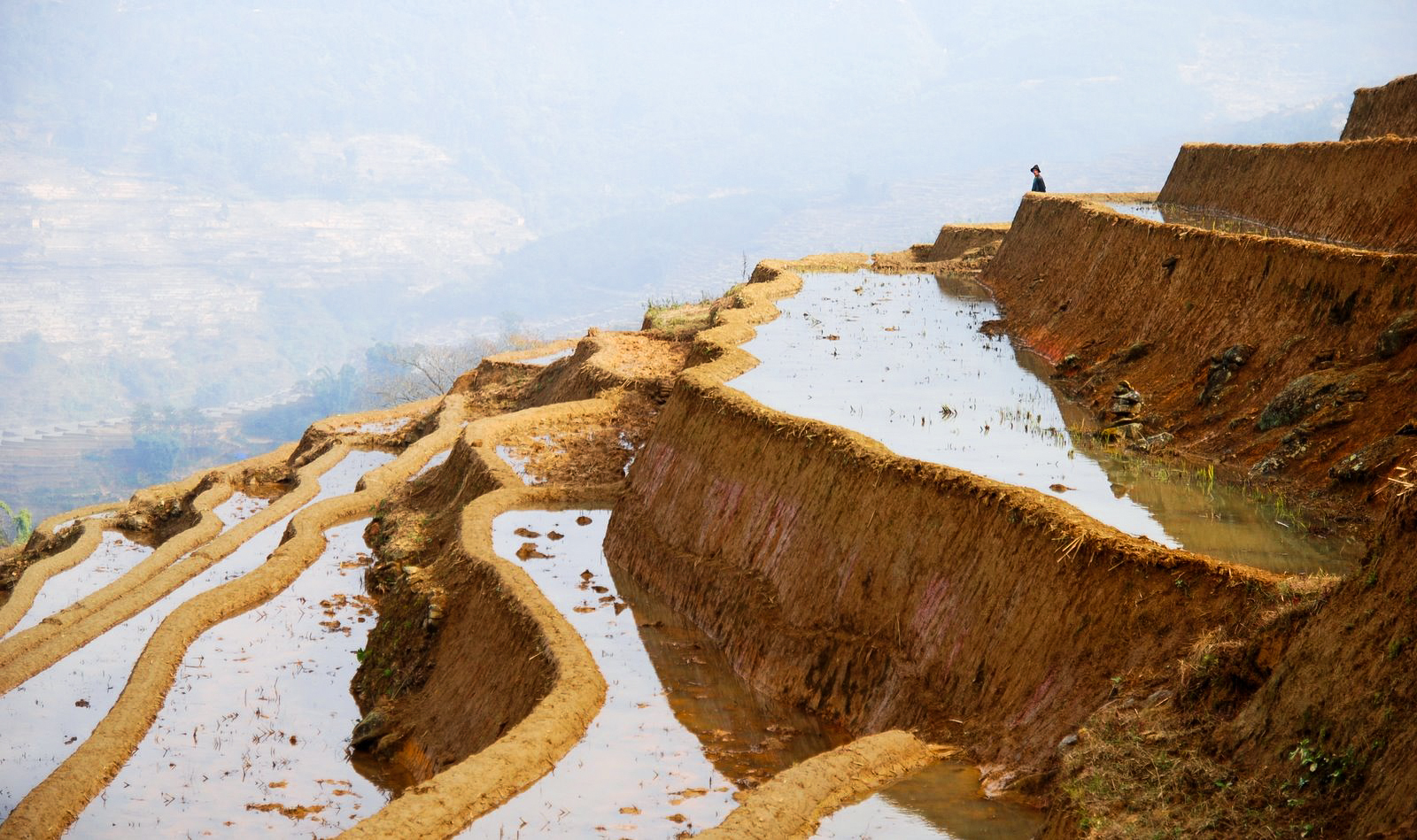